# Metody (Kudriakow)
Metody, imię świeckie Walerij Andrijowycz Kudriakow (ur. 11 marca 1949 w Kopyczyńcach, zm. 24 lutego 2015 w Kijowie) – zwierzchnik niekanonicznego Ukraińskiego Autokefalicznego Kościoła Prawosławnego.

## Życiorys
Absolwent seminarium duchownego w Moskwie oraz Moskiewskiej Akademii Duchownej. W 1981 został wyświęcony na kapłana. Służył w eparchiach tarnopolskiej i lwowskiej. Z powodu skazania wyrokiem sądowym za chuligaństwo w 1987 został suspendowany przez metropolitę lwowskiego Nikodema, jednak dwa lata później, dzięki pomocy pełnomocnika Rady ds. religii w obwodzie tarnopolskim uzyskał możliwość służby w jednej z parafii w eparchii tarnopolskiej.
W 1990 przeszedł do niekanonicznego Ukraińskiego Autokefalicznego Kościoła Prawosławnego i zaczął odprawiać nabożeństwa w odebranym siłą dawnym soborze katedralnym w Tarnopolu. W związku z tym Ukraiński Kościół Prawosławny Patriarchatu Moskiewskiego suspendował go, a następnie pozbawił święceń kapłańskich. W 1995 przyjął chirotonię biskupią w jurysdykcji niekanonicznego Ukraińskiego Kościoła Prawosławnego Patriarchatu Kijowskiego, z rąk zwierzchnika Patriarchatu Kijowskiego Włodzimierza oraz biskupa donieckiego i ługańskiego Izjasława.
W latach 1995–1998 był biskupem chmielnickim i kamieniecko-podolskim w jurysdykcji Patriarchatu Kijowskiego, był również kanclerzem tegoż Kościoła. W 1998 przeszedł ponownie do Ukraińskiego Autokefalicznego Kościoła Prawosławnego i został w nim biskupem wikariuszem z tytułem biskupa krzemienieckiego, a następnie arcybiskupem tarnopolskim i podolskim. Po śmierci patriarchy Kościoła Autokefalicznego Dymitra został nowym zwierzchnikiem niekanonicznego Kościoła. Przyjął tytuł metropolity tarnopolskiego i podolskiego.
Zmarł 24 lutego 2015 w Kijowie z powodu choroby. Został pochowany obok cerkwi Narodzenia Pańskiego w Tarnopolu.

## Odznaczenia
- Order "Za Zasługi" II stopnia, 2001[3] i 2003[4]
- Order "Za Zasługi" I stopnia, 2009[5]
- Order Księcia Jarosława Mądrego[6].